# Тіріка жовтокрилий
Тіріка жовтокрилий (Brotogeris chrysoptera) — птах родини папугових.

## Зовнішній вигляд
Довжина тіла 20 см, самка значно менша. Забарвлення зелене зі світло-синім відтінком на голові. Внутрішня сторона крил помаранчево-вогняна, згин крила темно-синій. Дзьоб світлий. Забарвленням самець і самка не відрізняються.

## Розповсюдження
Живуть від Еквадору до Перу.

## Спосіб життя
Населяють субтропічні й тропічні вологі ліси.

## Утримування
Уперше в Європу ці папуги були завезені в 1862 році, пізніше їх стали завозити в Росію. Він не такий крикливий, як інші представники роду й найбільш здатний до звуконаслідування. Пташенят можна навчити вимовляти окремі слова. Навіть дорослі папуги без навчання можуть добре заучувати й говорити слова. Вони можуть наслідувати різні звуки, що видають тварини, а також свистіти й імітувати шум водоспаду.

## Класифікація
Вид містить у собі 5 підвидів:
- Brotogeris chrysoptera chrysoptera (Linnaeus, 1766)
- Brotogeris chrysoptera chrysosema P. L. Sclater, 1864
- Brotogeris chrysoptera solimoensis Gyldenstolpe, 1941
- Brotogeris chrysoptera tenuifrons Friedmann, 1945
- Brotogeris chrysoptera tuipara (Gmelin, 1788)